# دنیاگیری کووید-۱۹ در استان اصفهان
نخستین موارد تأیید شده از دنیاگیری جهانی بیماری کروناویروس ۲۰۱۹ در استان اصفهان در تاریخ ۵ اسفند ۱۳۹۸ گزارش شد. این دو فرد مبتلا، دو زن ۷۴ سال و ۵۲ ساله بودند که یکی از آنها بهبود پیدا کرد. از ابتدای شیوع بیماری کووید ۱۹ تا ۲۳ فروردین ۱۳۹۹ بیش از ۷۵۰۰ نفر در این استان به این ویروس مبتلا شده‌اند که از این تعداد ۶۰۰۰ نفر بهبود یافته و حدود ۶۰۰ نفر هم جان باخته‌اند.

## مراکز کنترل بیماری
در استان اصفهان با توجه به فعالیت ۲ دانشگاه علوم پزشکی، امور بهداشتی و درمانی ۲۲ شهرستان با حدود چهار میلیون و ۵۰۰ هزار نفر زیر نظر دانشگاه علوم پزشکی اصفهان و ۲ شهرستان کاشان و آران و بیدگل با حدود ۵۰۰ هزار نفر جمعیت زیر نظر دانشگاه علوم پزشکی کاشان است. همچنین بیمارستان خورشید، بیمارستان عیسی بن مریم، بیمارستان امین و بیمارستان غرضی در شهر اصفهان بیمارستان‌های مرجع بیماران مبتلا به کرونا در این استان است.
در ۲ فروردین، بهرام قاسمی سفیر ایران در فرانسه اعلام کرد سازمان پزشکان بدون مرز یک مرکز فوریت‌های پزشکی با ظرفیت ۵۰ تخت برای درمان مبتلایان به بیماری کروناویروس در محوطهٔ بیمارستان امین اصفهان دائر خواهد کرد. دو روز بعد و به‌علت مخالفت نهادهای امنیتی و وزارت بهداشت، تیم ۹ نفرهٔ پزشکان سازمان مربوطه از ایران اخراج شدند و احداث بیمارستان هم منتفی اعلام شد.

## اثر ضرر اقتصاد
تا 1399 اقتصاد استان اصفهان در دوران کرونا قریب به ۳۰ هزار میلیارد تومان متضرر شد. 

## محدودیت‌ها
اصناف استان به استثنای فروشگاه‌های عرضه مواد غذایی شامل نانوایی‌ها، قصابی‌ها و مواد لبنی و دارویی و سوپر مارکت‌ها و خواروبار فروشی تا ۱۵ فروردین تعطیل شدند. در همین راستا بازار قیصریه و فروشگاه‌های میدان نقش جهان به صورت کلی تعطیل شدند.
تمامی مجموعه‌های ورزشی شامل باشگاه‌ها، سالن‌ها و استخرهای آزاد و دولتی؛ همه موزه‌ها و مکان‌های تاریخی تعطیل شدند. ورود افراد به مناطق حفاظت شده محیط زیست ممنوع شد.

### محدودیت‌های مسافرتی
در آستانه نوروز ۱۳۹۹ رویداد فرهنگی «نوروزگاه» در ۲۴ شهرستان استان اصفهان و تمام اماکن تاریخی و گردشگری این استان تعطیل شد. با توجه به اعلام ممنوعیت ارائه خدمات به مسافرین و به دنبال پیشگیری از سفرهای نوروزی، حجم ورود خودروها و مسافران در ورودی‌های شمال شهر اصفهان به طرز چشم‌گیری کاهش یافت. راه‌های این استان از ۲۵ تا ۲۸ اسفند ۴۴ درصد و از ۲۵ تا ۲۶ اسفند ۳۷ در صدر کاهش تردد داشت. حجم مسافران ورودی به اصفهان از ۲۵ اسفند تا دوم فروردین نسبت به تعطیلات مدت مشابه سال گذشته ۷۱ درصدی کاهش داشت، از این تعداد ۲۳ درصد کمتر از یک روز در استان اقامت داشتند و ۷۷ درصد بلافاصله اصفهان را ترک کردند؛ این ارزیابی براساس آمارهای سازمان راهداری و حمل و نقل جاده‌ای به دست آمد که در این مدت ۲۵۶ هزار و ۶۷۶ وسیله نقلیه به این استان وارد شده‌است. از ۸ فروردین همه ورودی‌های شهرهای استان برای ورود افراد غیر بومی مسدود شد. همچنین پلیس راهنمایی و رانندگی استان اصفهان برای خودروهای در حال تردد در روز سیزدهم فروردین جریمه ۱۳۰ هزارتومانی در نظر گرفت.
ورودی‌های آرامستان باغ رضوان در شهر اصفهان و آرامستان‌های محلی در روز پنج شنبه ۲۹ اسفند ۱۳۹۸ و جمعه اول فروردین ۱۳۹۹ مسدود شد. همچنین همه راه‌های اصلی و ورودی منتهی به پارک ساحلی- جنگلی ناژوان مسدود شد. از ۷ فروردین ورود همه افراد به پارک‌های سطح استان ممنوع شد. متروی اصفهان نیز از روز شنبه ۲۴ اسفندماه تعطیل شد و زمان بازگشایی مجدد آن مشخص نیست. عملیات ضد عفونی کردن و تب سنجی در فرودگاه بین‌المللی شهید بهشتی اصفهان در چند نوبت هر روز انجام می‌شود. شمار پروازهای داخلی این فرودگاه از ۲۸ اسفند ۹۸ تا چهارم فروردین ۹۹ نسبت به مدت مشابه پارسال ۶۷٫۵ درصد کمتر شد.